# Династија Санудо
Санудо (понекад се пише Сануто) били су венецијанска племићка породица. Најранији познати члан био је Марко Санудо (1043–1096), али се понекад каже да породица потиче од старијег Кандијана. Породица је изумрла у 19. веку. Огранак је владао Егејским војводством од 1204. до 1566. Остале гране укључују:
- Санудо ди Сан Матео ди Риалто [1]
- Санудо ди Сан Силвестро [1]
- Санудо ди Сан Гиацомо дел'Орио, чији су најпознатији чланови били Франческо Санудо и Марин Санудо Млађи[1]
- Санудо ди Сан Поло, чији је најпознатији члан био Бенедето Санудо[1]
- Санудо ди Сан Северо, чији су најпознатији чланови били Марино Санудо Торсело и Livio Sanuto [][1]

## Значајни чланови
- Марко Санудо (1153–1220), творац и први војвода Егејског војводства, после Четвртог крсташког рата
- Марин Санудо Млађи (1466–1536), венецијански историчар